# Хиршрода (Бальгштедт)

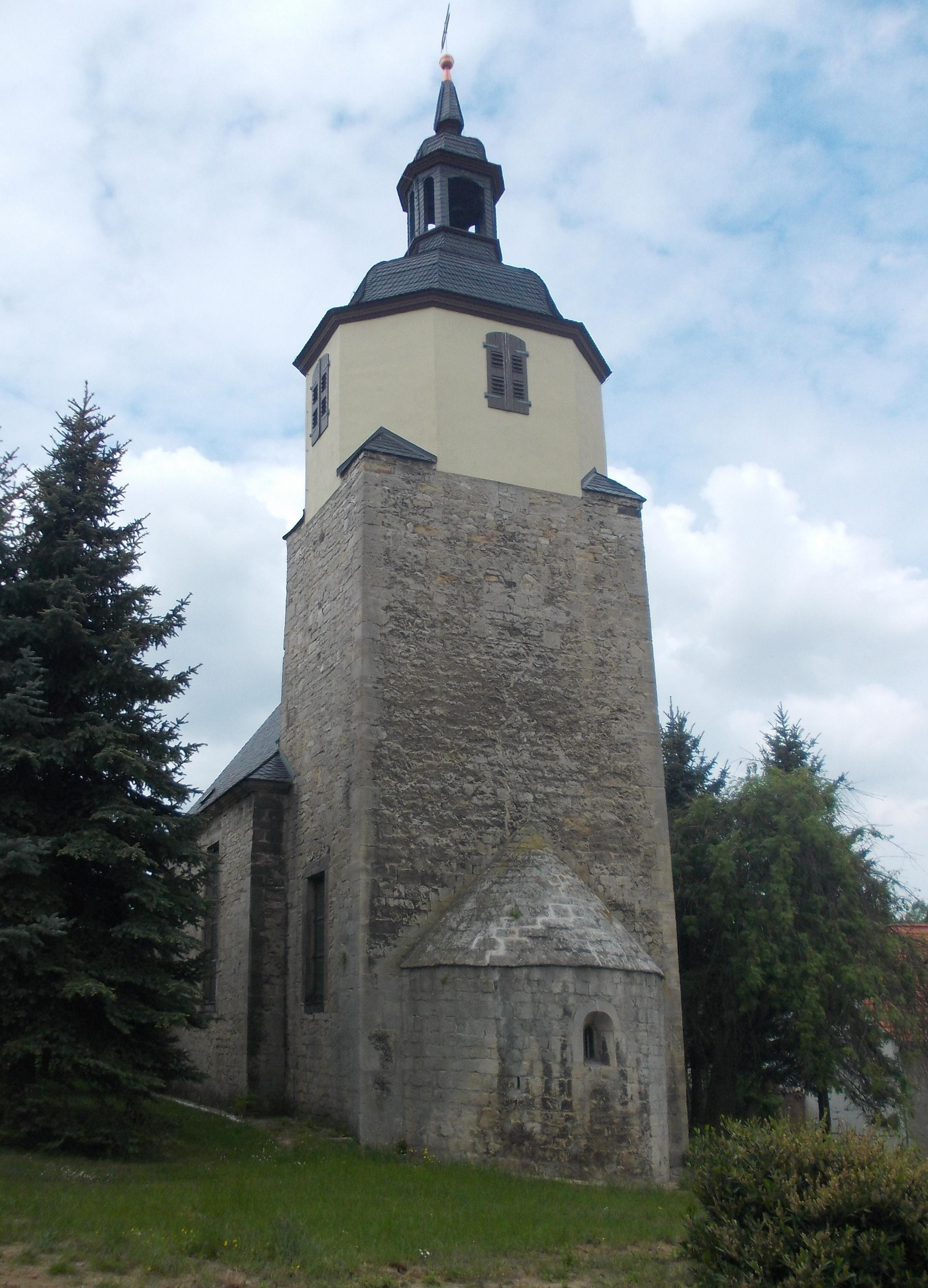
Церковь

Хиршрода (нем. Hirschroda) — деревня в Германии, в земле Саксония-Анхальт. Входит в состав общины Бальгштедт района Бургенланд.
Впервые упоминается в 1206 году как Герольдисрода.
Ранее Хиршрода имела статус общины (коммуны), подчинявшейся управлению Унструтталь. Население составляло 181 человек (на 31 декабря 2006 года). Занимала площадь 6,29 км². 1 июля 2009 года вошла в состав общины Бальгштедт. Последним бургомистром общины Хиршрода была Лиане Прёмпер (ХДС).